# 岡田頼母
岡田 頼母（おかだ たのぼ、宝暦13年（1763年） - 天保7年（1836年））は、浜田藩の在国家老。諱を元善。囲碁では安井家門人(二段)でもあった。

## 松平家碁会
天保6年（1835年）、本因坊丈和が赤星因徹と対局した松平家碁会では、開催を働きかけた。
この松平家の碁会では六局の対局がおこなわれた。
- 本因坊丈和（中押し勝ち）─先・赤星因徹
- 井上因碩（三目勝ち）─先・安井俊哲
- 安井仙知（二目勝ち）─先・林柏栄
- 林元美（中押し勝ち）─先番・服部雄節
- 本因坊丈策（三目勝ち）─先番・坂口虎次郎
- 七世安井仙角（打ちかけ）─先・岡田頼母

## 密貿易事件
石見浜田藩松井松平家を舞台とした密貿易事件である竹島事件では
1836年（天保7年）6月、大坂町奉行の手によって頼母の家臣で藩勘定方の橋本三兵衛と会津屋が捕らえられ、12月23日に処分が幕府より言い渡される。頼母と在国年寄松井図書は切腹となった。